# Máximo del Campo Yávar
Máximo Del Campo Yávar (Santiago, 1849-ibíd, 13 de agosto de 1935) fue un abogado y político chileno. Se desempeñó como ministro de Estado de los presidentes Germán Riesco y Jorge Montt, previamente fue diputado de la República.

## Biografía
Nació en Santiago de Chile en 1849, hijo de Evaristo Campo Madariaga y de Antonia Yávar Ruiz. Estuvo casado con Adelina Ortúzar Cuevas.
Realizó sus estudios en la Facultad de Derecho de la Universidad de Chile. Juró como abogado el 29 de mayo de 1871.

## Trayectoria profesional
Ejerció como abogado; administrador de la Casa de Orates. Consejero del Banco Hipotecario de Chile en 1902; director de la Compañía de Seguros La Nacional en 1902; director Compañía de Salitres de Antofagasta en 1902; director Compañía Estañífera de Llallagua en 1923.
Fue ministro de Justicia e Instrucción Pública desde el 11 de junio de 1892 hasta el 22 de abril de 1893. Posteriormente, fue ministro de Relaciones Exteriores, Culto y Colonización desde el 6 de junio hasta el 1 de septiembre de 1903. Además, fue ministro subrogante (s) de la Corte Suprema de Justicia.
Fue diputado suplente por Elqui para el período 1888-1891. Integró la Comisión de Guerra y Marina en calidad de reemplazante.
Resultó electo como diputado propietario por Angol, Traiguén y Collipulli, por el periodo 1892-1894 y reelecto para el periodo 1894-1897. Integró la Comisión Conservadora para el receso de 1893-1894, la Comisión de Constitución, Legislación y Justicia. 
Diputado por Lebu, Cañete y Arauco, por el periodo 1900-1903. Integró la Comisión de Constitución, Legislación y Justicia; la Comisión de Relaciones Exteriores; la Comisión de Gobierno y la Comisión Conservadora para el receso de 1900 a 1901.
Militó en el Partido Conservador; Nacional y Liberal coalicionista en 1901.
Falleció en su ciudad natal; Santiago, el 13 de agosto de 1935.